# Thunder on the Mountain
«Thunder on the Mountain» es una canción del cantautor y músico estadounidense Bob Dylan, esta forma parte de su álbum de 2006, Modern Times, siendo la primera del mencionado álbum, con una duración de 6 minutos. Fue producida por él mismo, bajo el seudónimo de «Jack Frost».

## Composición
La canción tiene raíces e influencias de los géneros rock and roll y country rock, con un segundo verso basado en la canción «Ma Rainey», de Memphis Minnie, además, su letra en conjunto, gracias al análisis de la misma, se sabe que trata acerca de Dylan interpretando al Arcángel Gabriel.

## Reconocimientos
Gracias a la extraña referencia en forma de una frase y un grito en el tema a la música Alicia Keys, que surgió gracias a que Dylan vio su parte en los Premios Grammy, la revista Rolling Stone posicionó a la canción en su lista de "10 canciones con gritos más extraños" 